# جورج هيستر
جورج هيستر هو منافس ألعاب قوى كندي، ولد في 20 أغسطس 1902 في وندسور في كندا، وتوفي في 5 ديسمبر 1951 في إنديانابوليس في الولايات المتحدة.

## وصلات خارجية
- جورج هيستر على موقع أوليمبيديا (الإنجليزية)